# ليه غرين
ليه غرين (بالإنجليزية: Les Green)‏ (17 أكتوبر 1941 في المملكة المتحدة - 30 يوليو 2012 بليستر في المملكة المتحدة) هو مدرب كرة قدم ولاعب كرة قدم بريطاني في مركز حراسة المرمى. لعب مع ديربي كاونتي ونادي بيرتن ألبيون ونادي روتشديل ونادي هارتلبول يونايتد وهال سيتي ونونيتون بورو ‏ ونادي تاموورث ونادي أثرستون تاون ونادي ديربن سيتي.

## وصلات خارجية
- ليه غرين على موقع قاعدة بيانات كرة القدم.إي يو (الإنجليزية)